# 聖保羅教堂 (哥本哈根)
聖保羅教堂（丹麥語：Sankt Pauls Kirke）是丹麥首都哥本哈根的一座信義宗教堂。由於這座教堂位於尼博泽地區的中心，因此又被俗稱為尼博泽教堂。教堂的設計者是约翰内斯·埃米尔·格努茨曼，修建於1872年至1877年。

## 歷史

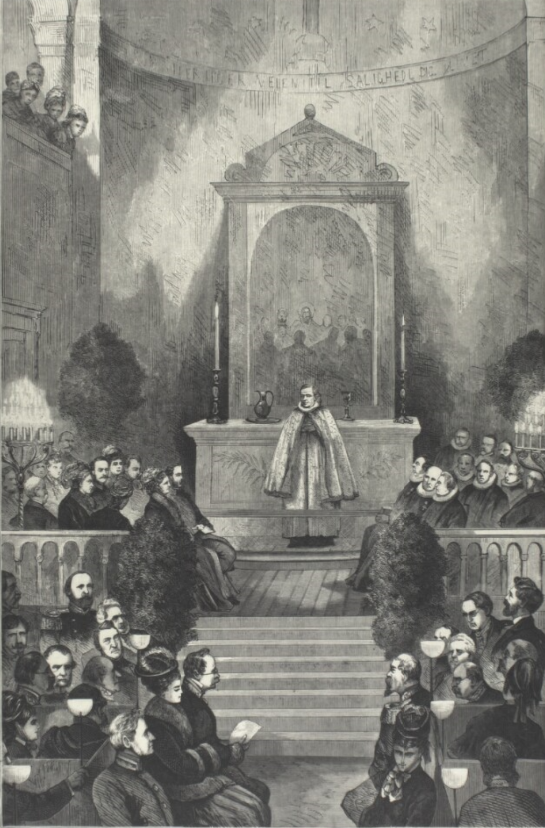
聖保羅教堂的竣工典禮舉辦於1877年2月18日

1870年代時，由於人口增加，哥本哈根出現修建教堂的熱潮。而聖保羅教堂亦興建於這一時期。和其它修建於這一時期的新教堂（例如厄斯特布羅的聖司提反教堂和聖雅各教堂，以及韋斯特布羅的聖馬太教堂）不同，聖保羅教堂並非修建在當時剛退役的城外舊防禦工事地區。教堂的設計者是约翰内斯·埃米尔·格努茨曼，這也是他作為建築師的第一份獨立工作。聖保羅教堂在1877年2月15日開放。
聖保羅教堂在2012年曾被哥本哈根教區列入建議關閉的16座教堂之一，但最後得到保留。

## 建築

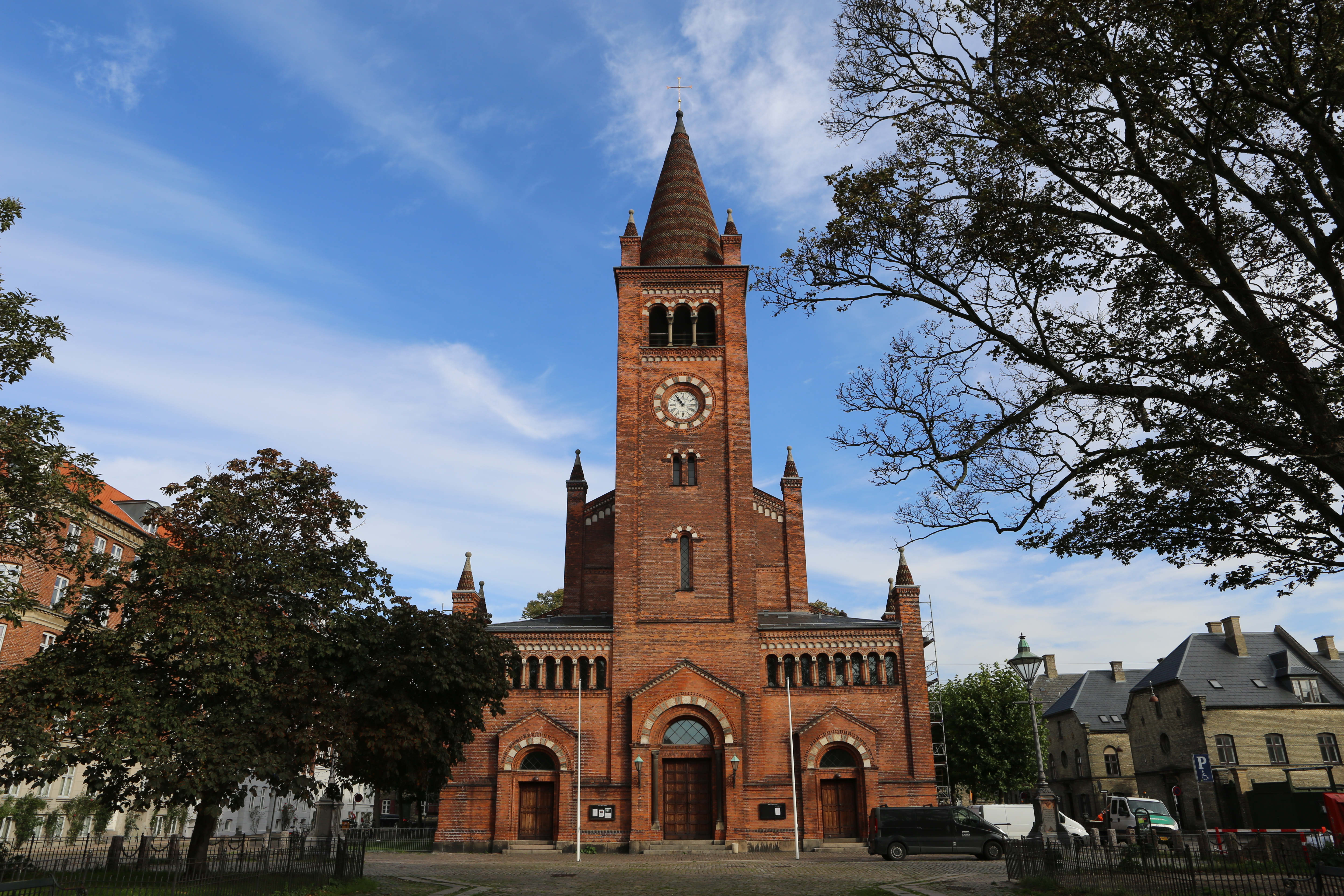
自阿德爾加德望教堂

這座教堂使用紅磚修建，磚石結構的各角均裝飾有百葉窗、拱門、柱子和尖頂。

## 內部裝飾
聖保羅教堂的第一幅單幅祭壇畫是由亨德里克·克羅克製作的《聖餐禮》（丹麥語名為Nadveren）。這幅畫作在1887年被雕塑家延斯·阿道夫·耶里考製作的鍍金十字架取代。這座十字架由克里斯蒂安·默勒（Christian Møller）牧師捐贈。

## 管風琴
聖保羅教堂有兩座管風琴。主要的管風琴有42個音部和3,126根音管、三個手鍵盤和一個腳鍵盤。最初的管風琴由Daniel Köhne製作於1878年，有20個音部。在1926年和1938年，I. Starup & Søn重建並擴大了教堂的管風琴。合唱管風琴則由荷蘭的管風琴製造商Henk Klop製作於2000年。2017年開始，弗雷德里克·毛勒擔任教堂的風琴師。

## 聖保羅廣場

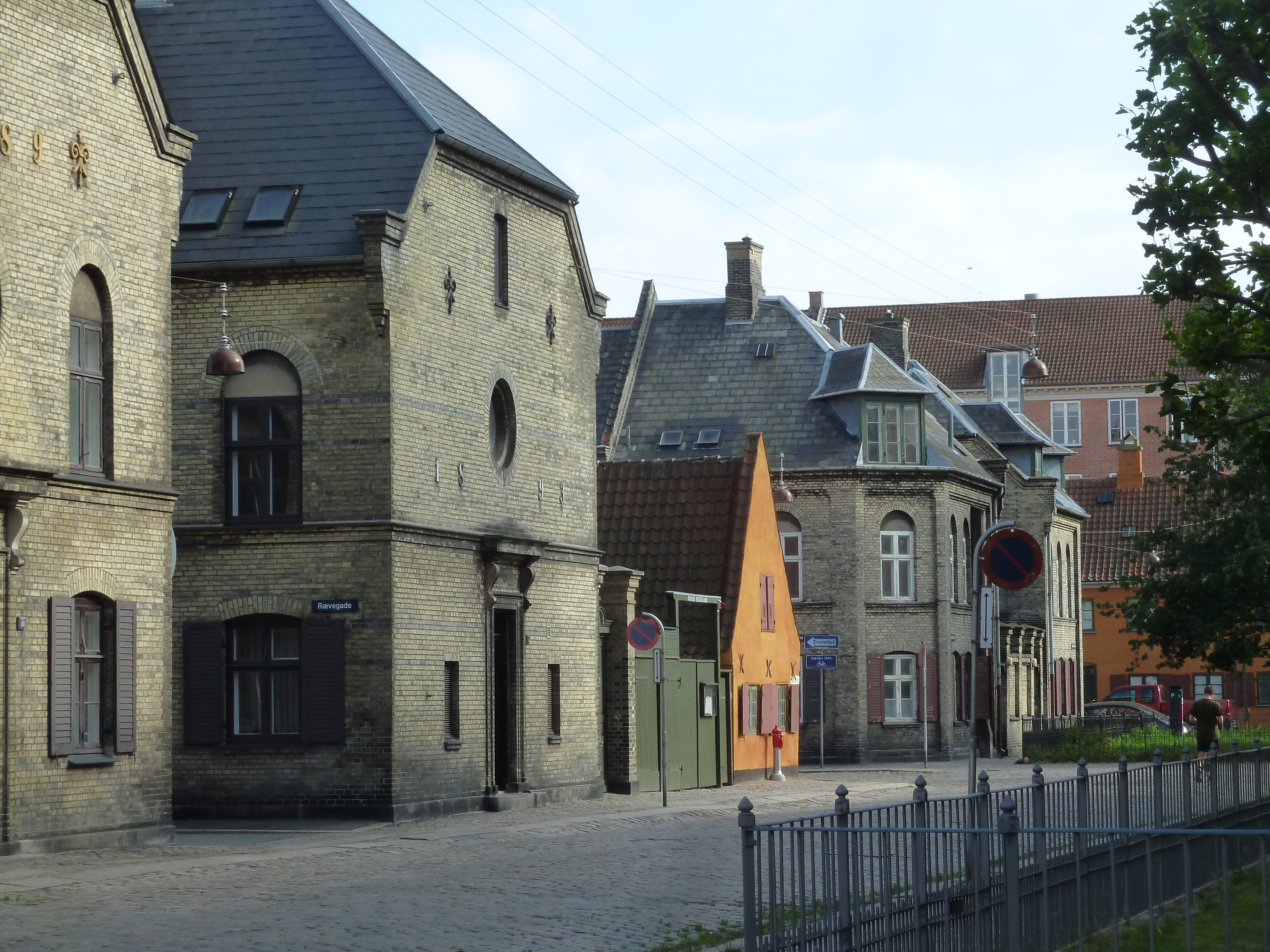
聖保羅廣場東南側

環繞教堂的空間名為聖保羅廣場（St. Paul's Square）。廣場東南側有一排名為灰拖車的建築，設計者是奧拉夫·施密特（Olaf Schmidth）。教堂街的另一側則是一排修建於1870年代的公寓。教堂後方曾經是兵營，現在則是哥本哈根建築遺產學院。尼博泽黃色排屋中有兩座位於教堂前方。

## 外部連結
- 官方网站 （页面存档备份，存于）